# Ostrów (wieś w gminie Dorohusk)
Ostrów – wieś w Polsce położona w województwie lubelskim, w powiecie chełmskim, w gminie Dorohusk.
W latach 1975–1998 miejscowość należała administracyjnie do województwa chełmskiego. 
Wieś jest sołectwem w gminie Dorohusk. Według Narodowego Spisu Powszechnego (III 2011 r.) liczyła 190 mieszkańców i była jedenastą co do wielkości miejscowością gminy Dorohusk.
W miejscowości znajduje się m.in. remiza Ochotniczej Straży Pożarnej (OSP) oraz Sala Królestwa miejscowego zboru Świadków Jehowy.
Wierni Kościoła rzymskokatolickiego należą do parafii Najświętszej Maryi Panny Matki Kościoła w Brzeźnie lub do parafii św. Jana Nepomucena w Dorohusku.